# ساکو

ساکو شهری در شهرستان کونگوسی در استان بام در بورکینافاسوی شمالی است و جمعیت آن ۱۳۳۶ نفر است.